# Abell 223
Abell 223 è un ammasso di galassie situato nella costellazione della Balena alla distanza di circa di 2,4 miliardi di anni luce dalla Terra.
Forma una coppia di ammassi insieme al vicino Abell 222, unita dalla presenza di ponte di materia oscura in cui sono contenute galassie disposte lungo il filamento e una grande quantità di gas ad elevata temperatura.